# Río Losmina

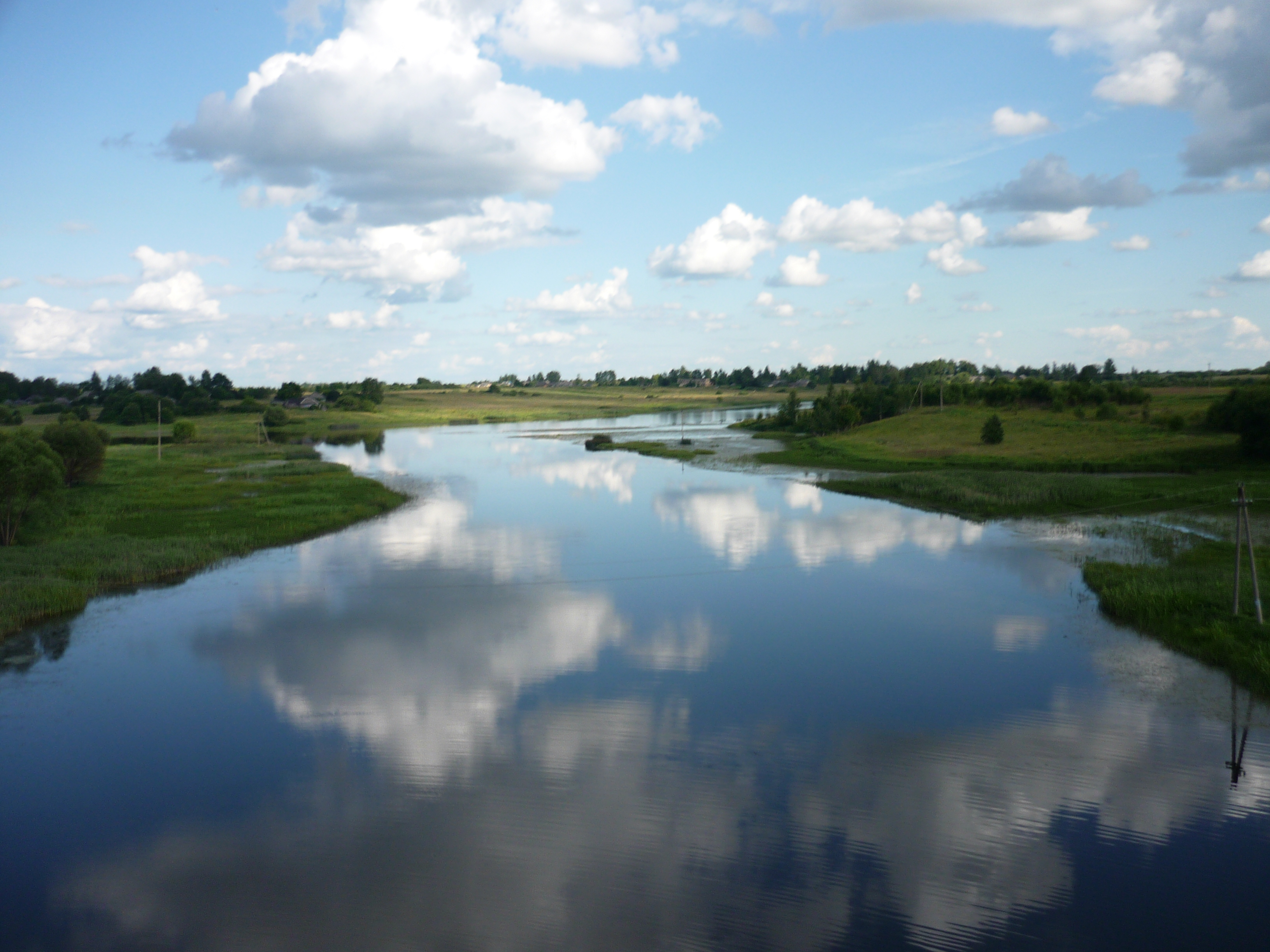
Desembocadura del Losmina.

El río Losmina (en ruso: Лосьми́на es un río del óblast de Smolensk, más concretamente del rayón de Sychovka, en Rusia. Es afluente del río Vazuza, por lo que pertenece a la cuenca hidrográfica del Volga.
Tiene una longitud de 49 km, regando una cuenca de 421 km². Nace cerca de la localidad de Shiriáyevo, en el rayón de Sychovka, cerca de la fuente del río Dniéper. Discurre hacia el este y luego hacia el nordeste. Desemboca en el río Vazuza, juntamente con el río Yáblonia, 6 km por debajo de Sychovka. Este último es su principal afluente, juntamente con el Málaya Yáblonia.